# To the Metal!
To The Metal! es el décimo álbum de estudio de la banda alemana de power metal, Gamma Ray. Fue lanzado el 29 de enero de 2010.

Para promover To The Metal!, Gamma Ray, encabezó una gira con Freedom Call y Secret Sphere. El álbum fue grabado en el propio estudio de Kai Hansen en Hamburgo en otoño del 2009.
La banda ha grabado 12 canciones. Diez de ellos serán presentados en el lanzamiento del disco regular, mientras que los otros dos serán bonus tracks y que van a aparecer en las diferentes ediciones del álbum.
La banda describe algunas de las canciones en su web oficial, revela que habrá un número a toda velocidad llamado "Rise", una canción rítmica y melódicamente diversa llamado "Time To Live", y un himno de varias capas titulado "All you need to know", con el exvocalista de Helloween, Michael Kiske.
Otras canciones mencionadas son "No Need to Cry", una canción escrita por Dirk Schlächter sobre la muerte de su padre, "To The Metal", una canción que fue tocada en varios festivales del verano pasado, sin olvidar la atmosférica y densa "Empathy".

## Lista de canciones
| N.º | Título                                       | Escritor(es) | Duración |  |
| 1.  | «Empathy»                                    | Hansen       | 5:04     |  |
| 2.  | «All You Need To Know» (feat. Michael Kiske) | Hansen       | 4:00     |  |
| 3.  | «Time To Live»                               | Richter      | 4:48     |  |
| 4.  | «To The Metal»                               | Hansen       | 5:29     |  |
| 5.  | «Rise»                                       | Zimmermann   | 5:05     |  |
| 6.  | «Mother Angel»                               | Hansen       | 5:20     |  |
| 7.  | «Shine Forever»                              | Schlächter   | 3:53     |  |
| 8.  | «Deadlands»                                  | Hansen       | 4:23     |  |
| 9.  | «Chasing Shadows»                            | Richter      | 4:23     |  |
| 10. | «No Need To Cry»                             | Schlächter   | 5:56     |  |

| Bonus Tracks en la Edición de Coleccionista (solo en vinilo de 7 ") |                               |          |  |
| N.º                                                                 | Título                        | Duración |  |
| 11.                                                                 | «Wannabees»                   |          |  |
| 12.                                                                 | «To the Metal» (demo version) |          |  |

| Bonus Tracks en la edición japonesa |             |          |  |
| N.º                                 | Título      | Duración |  |
| 11.                                 | «One Life»  |          |  |
| 12.                                 | «Wannabees» |          |  |

## Versiones de Álbumes
1. CD joya caso regular
2. Edición limitada con un DVD adicional (incluye el detrás de cámara)
3. Disco de Vinilo en Color Rojo envase Gatefold
4. Edición de colección con CD y vinilo de 7 "con 2 temas inéditos, Autografiado por la Banda

- Datos: Q1757380